# KING OF PRISM -PRIDE the HERO-
『KING OF PRISM -PRIDE the HERO-』（キング・オブ・プリズム プライド・ザ・ヒーロー）は、2017年に公開された日本のアニメーション映画。2013年に放送されたテレビアニメ『プリティーリズム・レインボーライブ』の公式スピンオフ作品で、2016年1月に公開された『KING OF PRISM  by PrettyRhythm』の続編である。

## 概要
前作『KING OF PRISM  by PrettyRhythm』が2016年1月の公開後、興行収入8億円・観客動員約48万人の大ヒットを記録したことを受けて、2016年9月11日に東京国際フォーラムで開催されたイベント「KING OF PRISM Over the Rainbow SPECIAL THANKS PARTY!」の席上で、続編となる本作の制作が発表された。
前作の封切館は14館であったが、本作では56館に拡大。また、韓国でも日本と同日に上映を開始した。中国大陸・香港・台湾でも上映が決定しており、北米からもオファーがあることが試写会の席上で明かされている。
公開初日と翌6月11日の土・日2日間で、観客動員は約4万7000人、興行収入は8000万円を記録して、初登場7位となった（興行通信社調べ）。
2018年6月10日に開催された出演声優たちによるライブイベント『KING OF PRISM Rose Party 2018』にて、本作の続編となる『KING OF PRISM -Shiny Seven Stars-』の制作が発表された。続編は、2019年春から全12話のテレビアニメシリーズとして放送されたが、テレビ放送前の2019年3月2日より、テレビアニメシリーズを3話ごと4編集された「劇場編集版」4編が映画館で上映された。

## ストーリー
名門プリズムスタァ養成校・エーデルローズのファン感謝祭でOver The Rainbowの無期限活動休止が発表された直後、新入生の一条シンが新時代の幕開けを予感させる鮮烈なデビューを飾ってから季節は過ぎ、冬が訪れようとしていた。打倒・氷室聖に執念を燃やすシュワルツローズ主宰の法月仁はさらなる攻勢を仕掛け、速水ヒロの持ち歌であった「pride」の著作権をエーデルローズに押し付けた莫大な債務の不履行を盾に差し押さえ、自校の特待生である如月ルヰを新たな「pride」の歌い手としてデビューさせる。そればかりでなく、Over The Rainbowの活動休止によって空いた隙間へ強引にねじ込む形で高田馬場ジョージが率いる新グループのThe シャッフルを大々的に売り込み、財政面からも十王院カケルが会社を継ぐことを快く思っていない十王院ホールディングス常務の真田と結託してエーデルローズへの融資全額引き上げを目論んでいた。
エーデルローズの寮生たちが先行きに不安を感じる中、大和アレクサンダーとの対決を引き分けに持ち込むのがやっとだった仁科カヅキは、Over The Rainbowの活動休止を区切りとして後輩の香賀美タイガに後を託してエーデルローズを離れ、ストリート系の第一人者でかつて聖や仁とプリズムキングの座を争った「三強」の黒川冷に弟子入りを志願する。一方、コウジとの確執の原因から友情の証へと変わった「pride」をシュワルツローズに奪われたヒロは深刻なスランプに陥り、忽然と姿を消してしまう。
雪が降る日の晩、ルヰと初めて会った河川敷で再会したシンはルヰに誘われて2人でプリズムショーを踊る。そして、各人が様々な思いを胸に秘める中、波乱に満ちたプリズムキングカップの幕が開けるのであった──。

## キャスト
- 神浜コウジ - 柿原徹也
- 速水ヒロ - 前野智昭
- 仁科カヅキ - 増田俊樹
- 一条シン - 寺島惇太
- 太刀花ユキノジョウ - 斉藤壮馬
- 香賀美タイガ - 畠中祐
- 十王院カケル - 八代拓
- 鷹梁ミナト - 五十嵐雅
- 西園寺レオ - 永塚拓馬
- 涼野ユウ - 内田雄馬
- 如月ルヰ - 蒼井翔太
- 大和アレクサンダー - 武内駿輔

- 法月仁 - 三木眞一郎
- 山田リョウ - 浪川大輔
- 氷室聖 - 関俊彦
- 黒川冷 - 森久保祥太郎
- 高田馬場ジョージ - 杉田智和
- 高田馬場ジョージのゴーストシンガー - 小林竜之[11]
- 真田泰山 - 遊佐浩二
- ヒロの母 - 榎あづさ
- 太刀花菊右衛門 - 山寺宏一
- 十王院百次郎 - 堀内賢雄
- プリズムショー協会会長 - 三宅健太
- MCタック - 千葉進歩

- 彩瀬なる - 加藤英美里
- 福原あん - 芹澤優
- 涼野いと - 小松未可子
- 蓮城寺べる - 戸松遥
- 森園わかな - 内田真礼
- 小鳥遊おとは - 後藤沙緒里
- りんね - 佐倉綾音
- 天羽ジュネ - 宍戸留美

## 用語
P・R・I・S・Mシステム
十王院グループが開発したバイタルサイン（脈拍、心拍、血流など）を測定し、人間の感情やパフォーマンスを数値化することができる革新的な技術であり、プリズムショーの採点に使用される。
ネストオブドラゴン
ストリート系プリズムスタァの聖地であり、非公式の闘技場として知られる。内部は金網で囲まれたリング状のスペースが広がり、壁やリングにはカラフルなストリートアートや落書きが描かれている。周囲にはストリート系の観客が集い、モヒカンや世紀末を思わせるファッションの者たちが熱気を帯びた雰囲気を作り出す。さらに、高架下にも金網が設置された練習場があり、プリズムショーの技を磨く場としても利用されている。

## スタッフ
- 原作 - タカラトミーアーツ、シンソフィア、エイベックス・ピクチャーズ、タツノコプロ
- 監督 - 菱田正和
- 脚本 - 青葉譲
- CGディレクター - 乙部善弘
- キャラクター原案&デザイン - 松浦麻衣
- プリズムショー演出 - 京極尚彦
- 音響監督 - 長崎行男[12]
- 音楽 - 石塚玲依
- 音響制作 - HALF H・P STUDIO
- 音楽制作・配給 - エイベックス・ピクチャーズ
- アニメーション制作 - タツノコプロ
- 製作 - キングオブプリズムPH製作委員会（エイベックス・ピクチャーズ、タツノコプロ、タカラトミーアーツ）

## 楽曲

### エンディングテーマ
「Vivi℃ Heart Session!」
作詞 - 真崎エリカ / 作曲・編曲 - AstroNoteS
歌 - エーデルローズ新入生 [一条シン（寺島惇太）、太刀花ユキノジョウ（斉藤壮馬）、十王院カケル（八代拓）、香賀美タイガ（畠中祐）、西園寺レオ（永塚拓馬）、鷹梁ミナト（五十嵐雅）、涼野ユウ（内田雄馬）]

### 挿入歌
挿入歌は前作の倍以上の合計13曲が使用されている。
「pride」
作詞 - 三重野瞳 / 作曲・編曲 - 山原一浩
歌 - 如月ルヰ（蒼井翔太）
「恋のロイヤルストレートフラッシュ」
作詞 - 真崎エリカ / 作曲 - AstroNoteS / 編曲 - 伊藤嵩也
歌 - THE シャッフル [高田馬場ジョージGS（小林竜之）、五反田ココロ（浦田わたる）、御徒町ツルギ（橋本晃太朗）、鶯谷モンド（長谷徳人）、神田ミツバ（江田拓寛）]
「athletic core」
作詞 - 三重野瞳 / 作曲・編曲 - 山原一浩
歌 - Over The Rainbow［神浜コウジ（柿原徹也）、速水ヒロ（前野智昭）、仁科カヅキ（増田俊樹）］
「CRAZY GONNA CRAZY」
作詞・作曲 - 小室哲哉 / 編曲 - michitomo
歌 - 一条シン（寺島惇太）&如月ルヰ（蒼井翔太）
「Reboot -Hiro ver.-」
作詞 - 三重野瞳 / 作曲・編曲 - 山原一浩
歌 - 速水ヒロ（前野智昭）
「LOVE♥MIX」
作詞 - 三重野瞳 / 作曲・編曲 - 山原一浩
歌 - 高田馬場ジョージGS（小林竜之）
テレビシリーズ第2作『プリティーリズム・ディアマイフューチャー』で使用された楽曲のカバー。
「EZ DO DANCE -THUNDER STORM ver.-」
作詞・作曲 - 小室哲哉 / 編曲 - michitomo
歌 - 大和アレクサンダー（武内駿輔） VS 香賀美タイガ（畠中祐）
「FREEDOM -THUNDER STORM ver.-」
作詞 - 三重野瞳 / 作曲・編曲 - 山原一浩
歌 - 仁科カヅキ（増田俊樹）
「Over the Sunshine!」
作詞 - 真崎エリカ / 作曲・編曲 - AstroNoteS
歌 - 一条シン（寺島惇太）
「ルナティックDEStiNy」
作詞 - 宮嶋淳子（SUPA LOVE） / 作曲・編曲 - Yu（SUPA LOVE）
歌 - 如月ルヰ（蒼井翔太）
「pride -KING OF PRISM ver.-」
作詞 - 三重野瞳 / 作曲・編曲 - 山原一浩
歌 - 速水ヒロ（前野智昭）
「虹色CROWN」
作詞 - 真崎エリカ / 作曲・編曲 - AstroNoteS
歌 - Over The Rainbow［神浜コウジ（柿原徹也）、速水ヒロ（前野智昭）、仁科カヅキ（増田俊樹）］

## 作品の評価
ぴあ調査の2017年6月9日・10日公開の映画初日満足度ランキングでは、新作10本中で第1位となった。